# 覆砂
覆砂（ふくさ）とは、海底や湖底など底質改善を目的とした技術。ヘドロなどが発生し底質が悪化した底面へ砂等により覆うこと。
覆砂による改善効果には、底質の改善、栄養塩の溶出量の削減、溶存酸素消費量の削減、水質の改善、生物相の回復があるが、単に砂で蓋をするだけなので台風や河川からの土砂の堆積によって効果が減少することもある。